# Bendis thara
Bendis thara är en fjärilsart som beskrevs av William Schaus 1906. Bendis thara ingår i släktet Bendis och familjen nattflyn. Inga underarter finns listade i Catalogue of Life.